# Griseosphinx preechari
Griseosphinx preechari là một loài bướm đêm thuộc họ Sphingidae. Loài này có ở phía nam Trung Quốc tới phía bắc, phía tây và miền trung Thái Lan, và into Myanmar.
Chiều dài cánh trước khoảng 24–30 mm đối với con đực và 25–20 mm đối với con cái. Nó gần giống loài Pseudodolbina.
Cá thể trưởng thành mọc cánh từ tháng 4 tới tháng 10 in Thailand.